# Weinrebe (Heraldik)

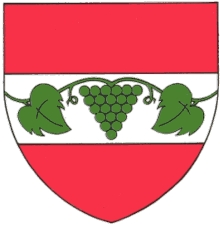
Weinrebe mit Traube und Blättern
(Gumpoldskirchen AT)

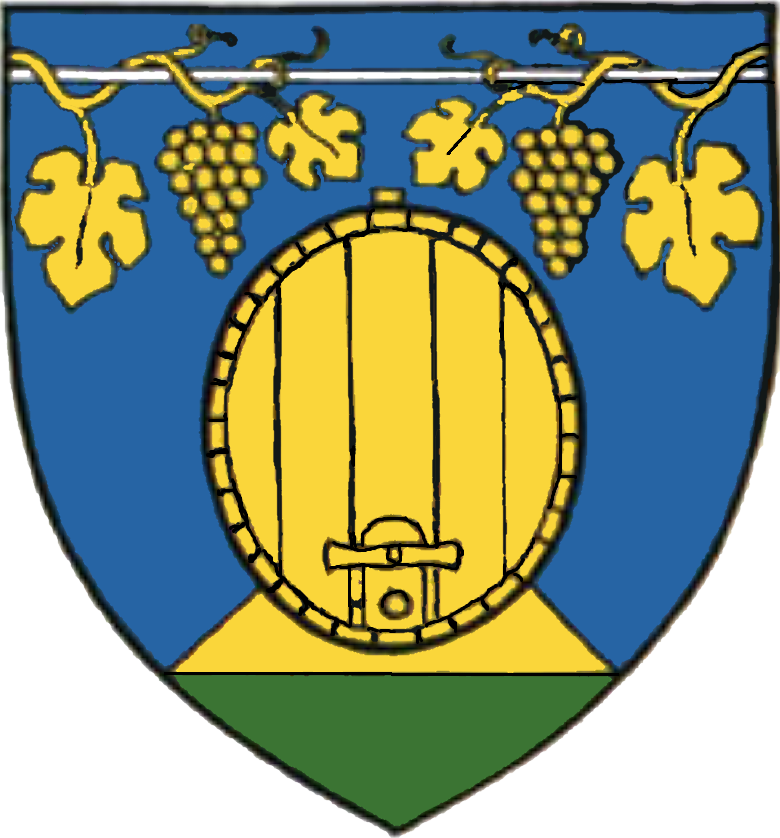
Fass im Wappen von Pernersdorf im Weinviertel

Drei belaubte und fruchtende Rebstöcke
(Grafenberg DE)

Die Weinrebe, auch nur Rebe und Weintraube genannt, die Darstellung des Weines (Edle Weinrebe, Vitis vinifera ssp.), findet sich in der Heraldik in vielen Wappen in Weinbaugebieten und in den Wappen vieler Winzerfamilien. Auch der gesamte Rebstock als Bild ist möglich, oder nur das Weinlaub beziehungsweise die Weintraube.

## Darstellung
Die Rebe ist eine gemeine Figur in der Heraldik und wird stilisiert dargestellt, in den meisten Fällen mit Weinlaub (belaubt) und mit Weintrauben (fruchtend). Alle Farben sind möglich, aber das Laub am Rebenstiel wird bevorzugt grün gezeigt. Sie kann schildfüllend alleine im Wappen stehen oder in größerer Anzahl. Wappen von Adelsfamilien als Beispiele: Druffel, Storch, Westarp und Blumenthal.
Die Weinrebe eignet sich mit ihren Ranken zu sehr dekorativer Gestaltung und findet sich in vielfältigster Form. In tradierten Wappendarstellungen ist die Gestaltung auch ein wichtiges agrargeschichtliches Zeugnis über lokale Anbauformen.

spezielle Darstellungen
mit Rebstöcken: Euerdorf/Ufr. DE
ebenso in Jenins CH
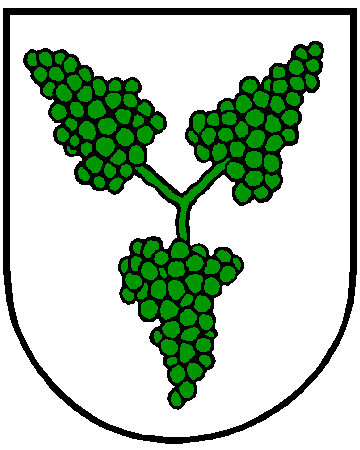
Weinreben im Dreipass: Neuweier DE
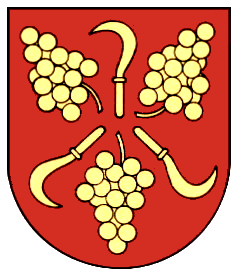
(mit Weinhippe) Zell-Weierbach DE
ähnlich in Oberglogau/Głogówek, Woiwodschaft Oppeln (Polen)
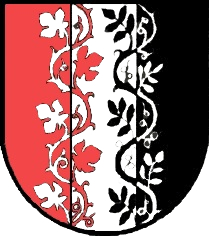
von Rot, Silber und Schwarz gespalten; der vordere Spalt belegt von einer Weinrebe, der hintere Spalt von einer Waldrebe Tiefenbach AT
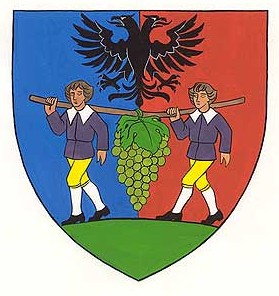
Wappen von Poysdorf AT mit Kalebstraube

## Spezielle Verwendung und weiteres zum Weinbau
Eine Weintraube oder ein Weinstock sind auch das Attribut des hl. Urban, der als Schutzpatron der Winzer verehrt wird. So ist oft nicht zu klären, ob eine Traube im Wappen als Attribut des Heiligen oder lediglich als allgemeines Symbol für den Weinbau zu verstehen ist.
Weinreben finden sich auch als Bestandteil von redenden Wappen, beispielsweise in den Wappen von Weingarten (Württemberg), Weingarten (Baden), Roßwein oder Weinsberg.
Das Wappen von Hennef (Sieg) zeigt recht klein im Schild eine Weintraube.
In der Heraldik haben viele Gegenstände des Weinanbaus den Weg in die Wappen geschafft. So wird das Rebmesser, auch Winzermesser, Hippe, Sesel oder Hape genannt, oft neben der Traube oder eigenständig ins Wappen gestellt. Auch die Weinleiter als Ladehilfe für Fässer ist in den Anbauregionen zu finden. Seltener sind die Weinpresse wie in Pressbaum und Keltern oder das Weinfass. Alle diese Gegenstände werden zu den gemeinen Figuren gerechnet.
Das Landeswappen von Rheinland-Pfalz ist mit einer Volkskrone aus Weinblättern ausgestattet.

## Beispiele von Wappen mit Weinreben

Verbandsgemeinde Alzey-Land
Armenische Sozialistische Sowjetrepublik
Arzach
Aspach (bei Backnang)
VG Bad Kreuznach
Berneck SG
VG Bodenheim
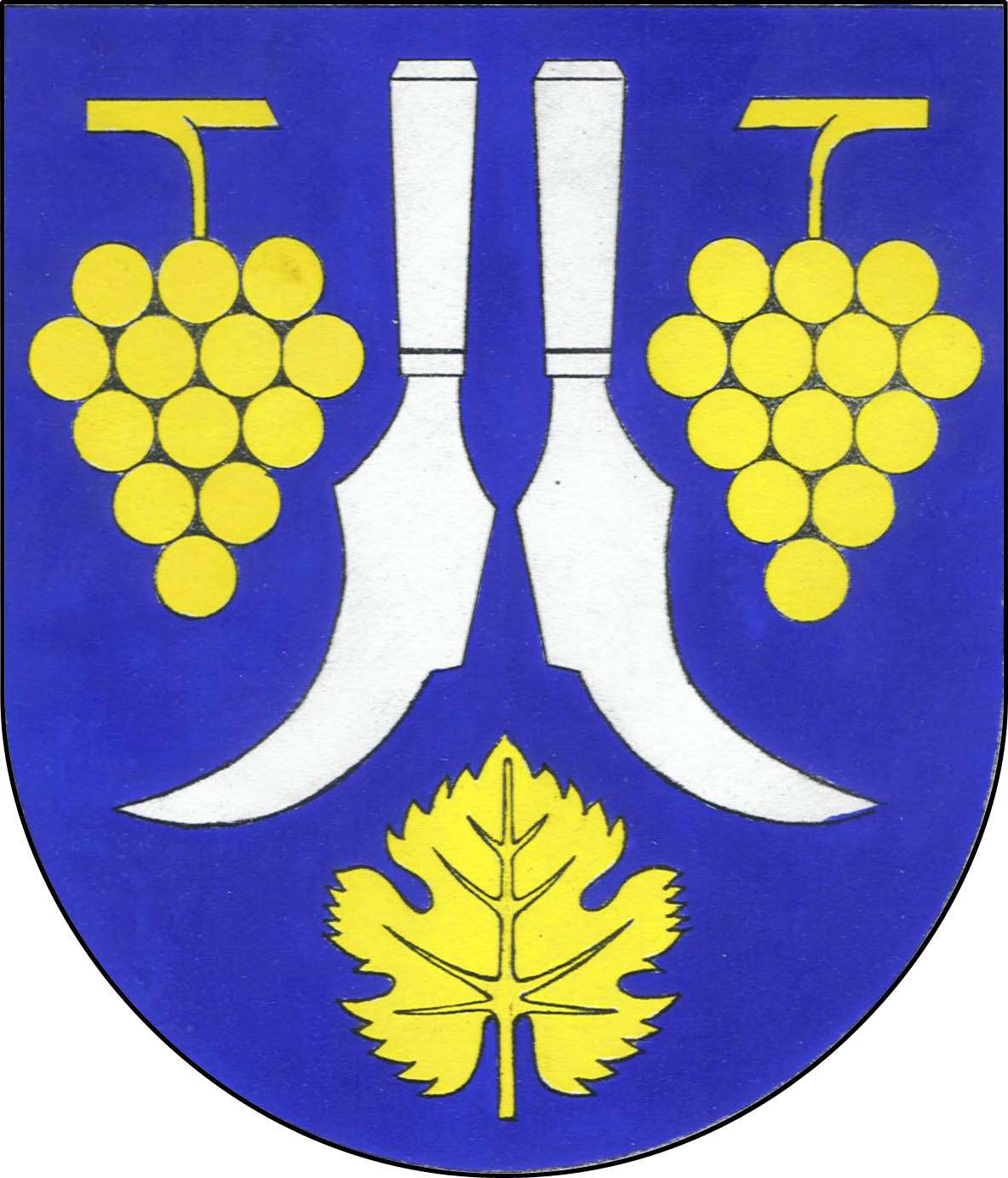
Borschitz
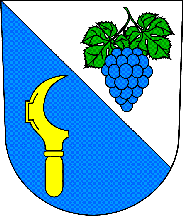
Bratschitz
Büsingen am Hochrhein
Buus BL
Connecticut
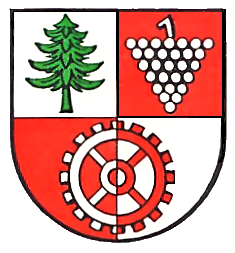
Endersbach
Freinsheim
VG Freinsheim
Frickenhausen am Main
Gau-Heppenheim
Gemmrigheim
Georgische Sozialistische Sowjetrepublik
Gerlachsheim
Gimbsheim
Gößweinstein
Grafenberg
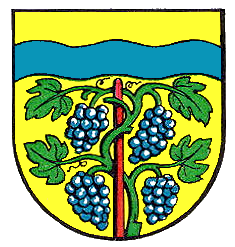
Großheppach
Groß Strehlitz
Gundersheim
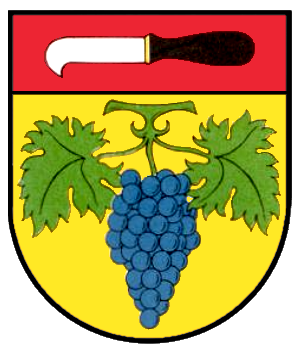
Haltingen/Weil
Harxheim
Haßmersheim
Hilterfingen BE
Hohen-Sülzen
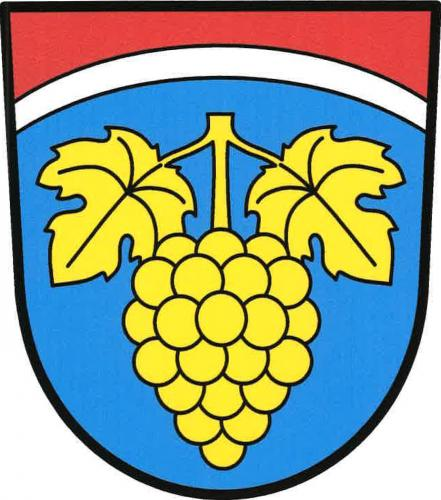
Hrosniatin
Ihringen
Isjum
Keltern
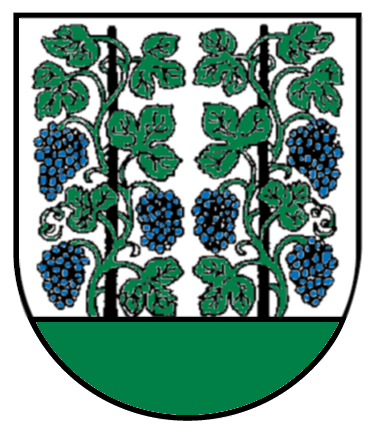
Kippenhausen am Bodensee
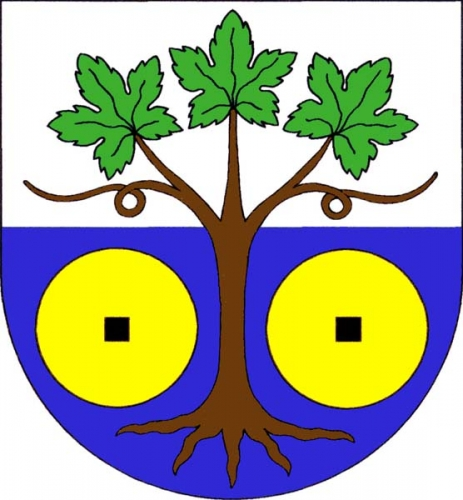
Klein Tschernosek
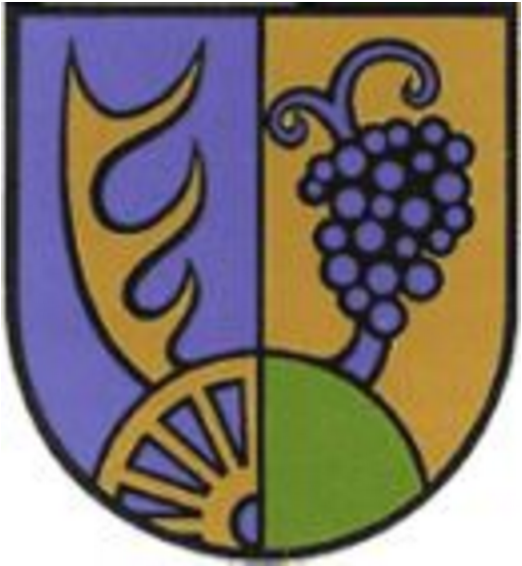
Kohfidisch
Korb (Württemberg)
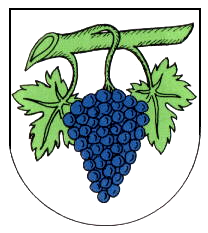
Küßnach im Klettgau
Laudenbach (Bergstraße)
Lauf (Baden)
Lautenbach (Ortenaukreis)
Leiselheim am Kaiserstuhl
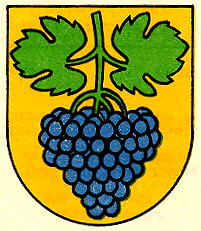
Lutzenberg AR
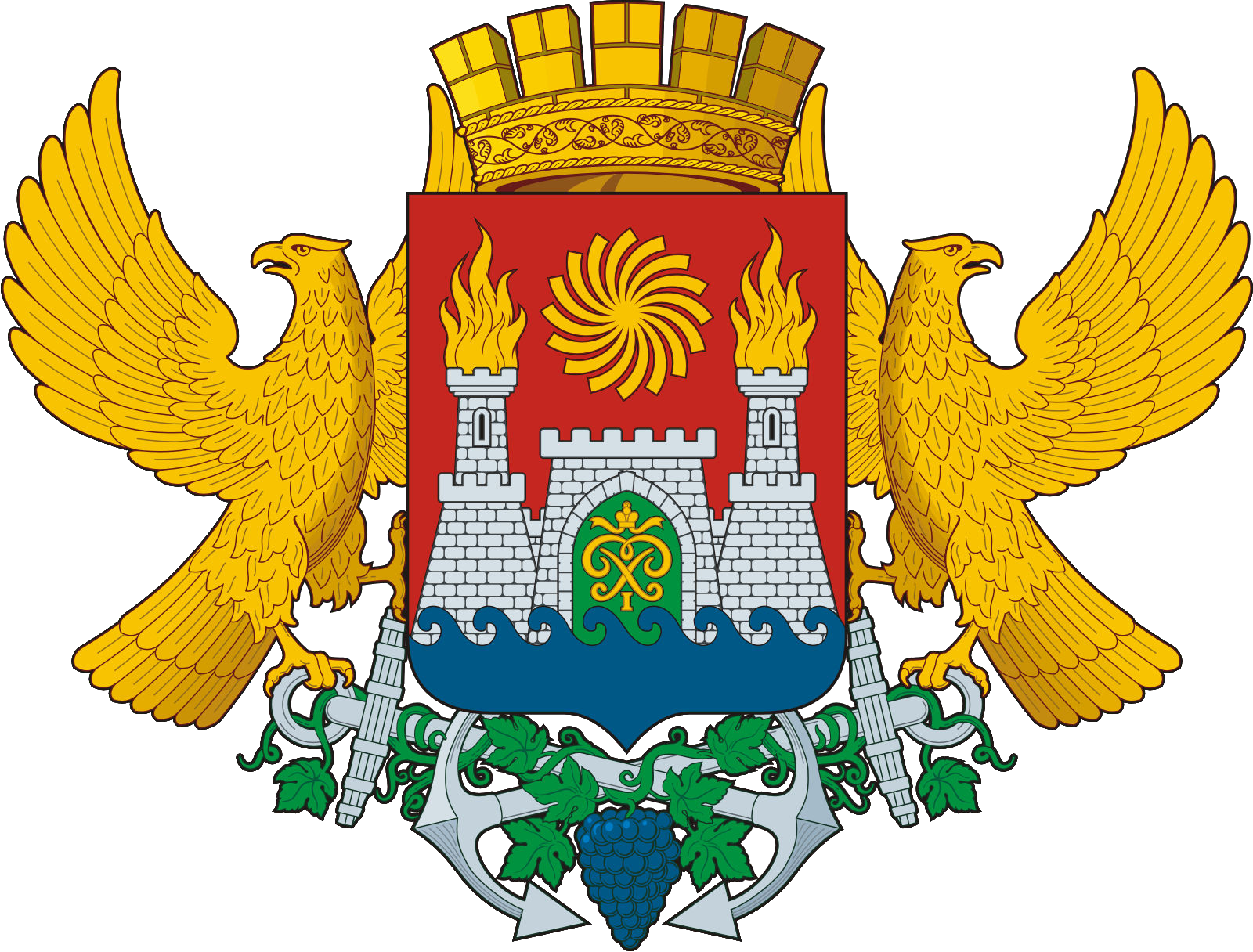
Machatschkala
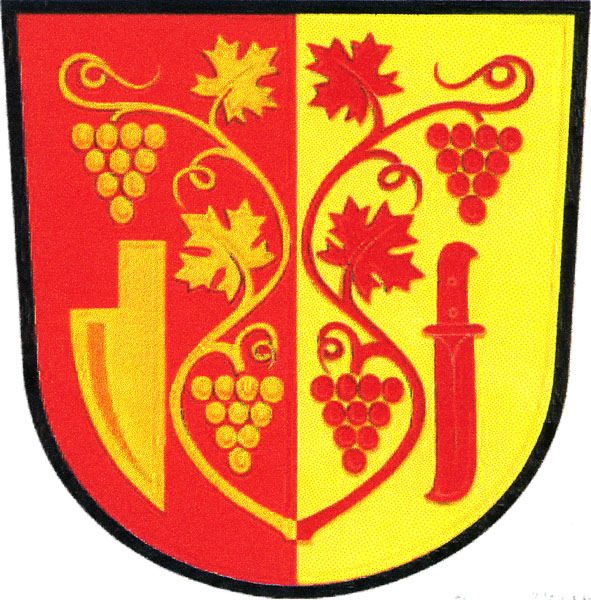
Mährisch Neudorf
Moldauische Sozialistische Sowjetrepublik
Monzernheim
Münster-Sarmsheim
Oblast Mykolajiw
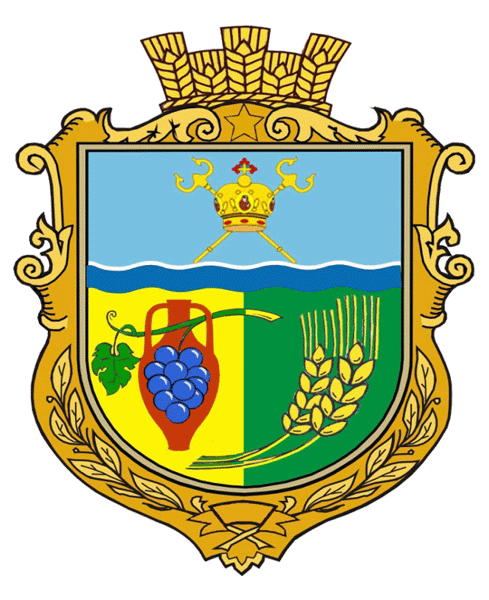
Rajon Mykolajiw
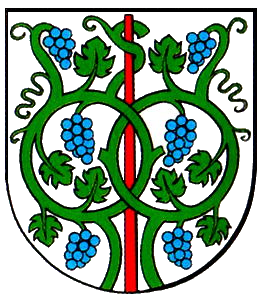
Neuhausen an der Erms
Neumarkt in Schlesien
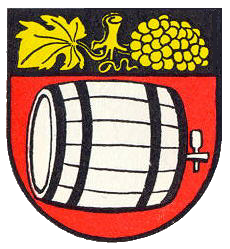
Neustadt an der Rems
Obernburg am Main
Oberheimbach
Obersulm
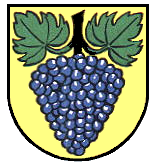
Oberurbach
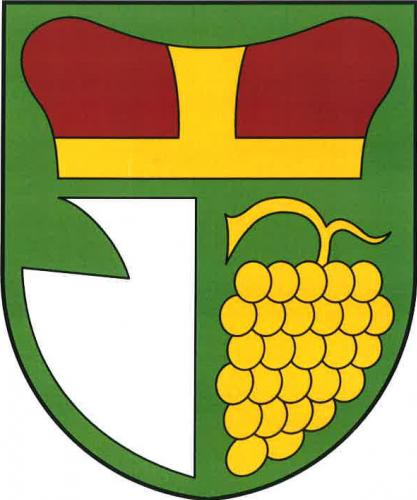
Panditz
Prag 9
Prag-Winor
Pschan
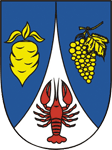
Repischt
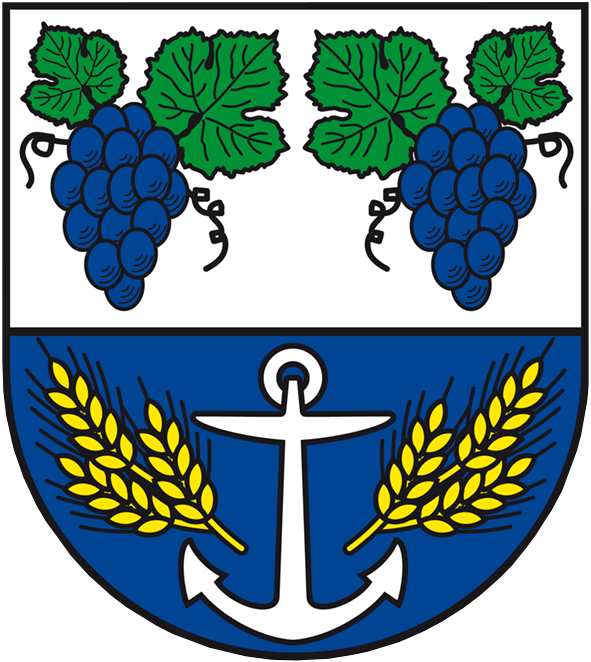
Salzatal
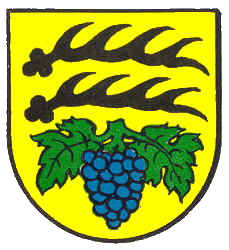
Schnait
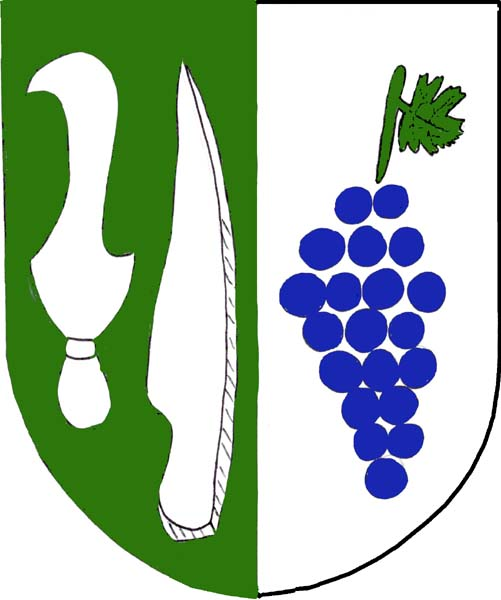
Schumitz
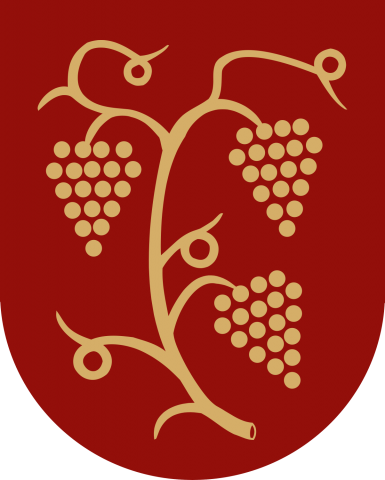
Seelowitz
Siefersheim
Sörgenloch
Südmährische Region
Tokey
Transkaukasische Sozialistische Föderative Sowjetrepublik
Udenheim
Uschhorod
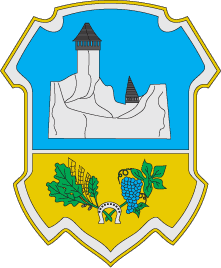
Rajon Uschhorod
Vogtsburg im Kaiserstuhl
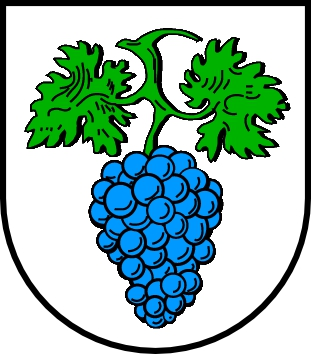
Weingarten (Pfalz)
Weingarten (Württemberg)
Weinstadt
VG Westhofen
Westhofen
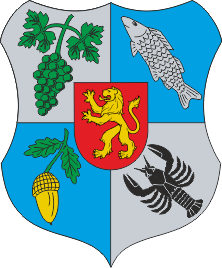
Wynohradiw
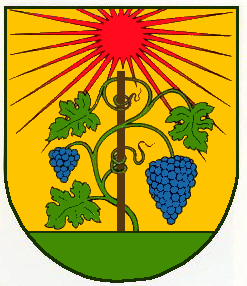
Wintersweiler
Winzer (Niederbayern)
VG Wöllstein
Zellertal
Wappen von Lublin (Polen), Weinstock mit aufgerichteter Ziege